# كيكوال شوكي
كيكوال شوكي (الاسم العلمي:Quisqualis spinosa) هي نوع نباتي يتبع جنس الكيكوال من الفصيلة القمبريطية. 